# Reinhard Haupenthal
Reinhard Haupenthal (17 février 1945 - 29 septembre 2016) est un espérantiste allemand.

## Biographie
Reinhard Haupenthal nait le 17 février 1945 à Kronach, de Alois Haupenthal et Margot Haupenthal, née Dietz. En juillet 1945, la famille Haupenthal emménage à Sulzbach, où Reinhard Haupenthal est scolarisé entre 1951 et 1964. En 1964, il obtient son baccalauréat et reçoit le prix Scheffel (de). Il étudie les langues, la théologie, la pédagogie et la philosophie à l’université de la Sarre, à Sarrebruck. Il enseigne l’allemand et la religion catholique à Neunkirchen, Hombourg et Sarrebruck, trois villes de la Sarre.
Reinhard Haupenthal apprend l’espéranto en 1961. En 1964, à l’âge de 19 ans, il devient délégué en chef de l’association universelle d’espéranto pour l’Allemagne. Il occupe cette fonction jusqu’en 1971.
En 1969, il se marie avec Irmtraud Lukesch, une institutrice. Ensemble, ils auront en 1970 une fille, Esther.
En janvier 1993, il arrête de travailler à cause d’un accident. En janvier 1996, il prend sa retraite. En 1999, il déménage à Malaucène, en France.
Il meurt le 29 septembre 2016 à Vaison-la-Romaine, en France.